# Invasive Species Compendium
Invasive Species Compendium (ISC) je veřejně přístupná webová databáze v režimu open access, která slouží jako referenční práce pro invazní druhy rostlin i živočichů. ISC obsahuje údaje k určování jednotlivých druhů, jejich biologii, výskyt, význam a opatření spojená s omezením jejich škodlivých dopadů. ISC vytváří organizace CAB International  v rámci mezinárodního konsorcia. Zahrnuje peer-reviewed katalogové listy, obrázky a mapy, bibliografickou databázi a fulltextové články. Nové katalogové listy, datové soubory a vědecká literatura se do ISC zařazují týdně. Informační zdroje ISC poskytuje mezinárodní konsorcium sestávající z vládních i nevládních institucí a privátních společností.
V květnu 2022 Invasive Species Compendium pokrývalo přes 1 500 druhů spolu s více než 7 000 základními katalogovými listy a 1 500 detailními katalogovými listy. Kromě toho umožňuje přístup k více než 1 100 fulltextovým článkům (v PDF formátu) a 75 000 abstraktům článků.